# Megachile spinarum
Megachile spinarum är en biart som beskrevs av Cockerell 1937. Megachile spinarum ingår i släktet tapetserarbin, och familjen buksamlarbin. Inga underarter finns listade i Catalogue of Life.